# George Ford
George Ford (Subiaco, 24 de fevereiro de 1993) é um jogador de polo aquático australiano.

## Carreira
Ford integrou a Seleção Australiana de Polo Aquático que ficou em nono lugar nos Jogos Olímpicos de 2016.